# خيكان
خيكان هي قرية في مقاطعة طالقان، إيران. يقدر عدد سكانها بـ 120 نسمة بحسب إحصاء 2016.